# Segunda Internacional
A Segunda Internacional (1889-1916) ou Internacional Socialista ou ainda Internacional Operária foi uma organização dos partidos socialistas e operários criada  principalmente por iniciativa de Friedrich Engels, por ocasião do Congresso Internacional de Paris, em 14 de julho de 1889. Do congresso  participaram delegações de vinte países.
Embora sem a participação do ainda poderoso movimento anarco-sindicalista e dos sindicatos, a Segunda Internacional representou a continuidade do trabalho da extinta Primeira Internacional, dissolvida nos anos 1870, e existiu até 1916.
No período que se seguiu ao colapso da Primeira Internacional, os movimentos trabalhista e socialista cresceram de maneira praticamente independente em cada país, mantendo apenas uma tênue ligação. Entre 1876 e 1889 não houve qualquer vínculo estável. Eventualmente havia conferências internacionais  de trabalhadores, convocadas ad hoc por diferentes entidades: 1876, em Berna; 1877, em Ghent; 1881, em Chur; 1883 e 1886, em Paris; 1888, em Londres.
Em 1889 houve um avanço, quando o Congresso Internacional de Paris decidiu promover a realização de congressos internacionais  periodicamente. O Congresso de Paris de fato consistiu de duas conferências, convocadas separadamente — uma sendo marxista e a outra possibilista ou moderada. Alguns anarquistas que estiveram presentes ao congresso, defenderam a concentração da luta dos trabalhadores  essencialmente no terreno econômico, rejeitando a divisão política, mas eles foram excluídos do congresso, em razão das claras divergências táticas.
Posteriormente foram realizados congressos unificados em Bruxelas (1891), em Zurique (1893) e em Londres (1896). De todo modo, em geral, o ano de 1889 é considerado como o ponto de partida da Segunda ou "Nova Internacional", embora somente em  1900, durante o Congresso de Paris daquele ano, tenha sido adotada uma constituição definitiva para a Nova Internacional.  Foi então criado o Bureau Socialista Internacional, integrado por representantes de cada seção nacional filiada, com um  executivo, um secretário remunerado e um escritório central. Os membros do Bureau se reuniam pelo menos uma vez por ano. O escritório central foi instalado em Bruxelas. O presidente, o secretário e o executivo, encarregados das atividades permanentes da Internacional, eram membros da seção belga. Émile Vandervelde e Camille Huysmans do Partido Trabalhista Belga foram o seu presidente e secretário, respectivamente. Vladimir Ilyich Lenin foi membro desde 1905.
Entre as ações da Segunda Internacional incluem-se a  declaração, em 1889, do 1.º de maio como Dia Internacional dos Trabalhadores e, em 1910, a declaração do 8 de março como Dia Internacional da Mulher. Além disso, a Segunda Internacional iniciou a campanha internacional pela jornada de trabalho de oito horas.
Baseada, tal como a Primeira Internacional, no conceito de luta de classes, a Segunda Internacional orientou-se, até o início do século XX, pelo marxismo. Mas algumas correntes se desenvolvem à direita da Internacional, pregando o abandono do princípio segundo o qual "a emancipação dos trabalhadores deve ser obra dos próprios trabalhadores" — um princípio revolucionário da Primeira Internacional — e recomendando privilegiar o parlamentarismo e o reformismo. Mas em 1904, o congresso segue a posição do revolucionário Jules Guesde contra o reformista Jean Jaurès, escolha oposta ao resultado das eleições, que deram 31 deputados a Jaurès e 12 a Guesde.

## Socialistas e comunistas
O assassinato de Jean Jaurès, líder da Seção Francesa da Internacional Operária (SFIO),  poucos dias antes do início da guerra, simbolizou o fracasso da doutrina antimilitarista da Segunda Internacional.
Após a irrupção da  I Guerra Mundial, os líderes socialistas (com exceção dos russos e do sérvios), votaram a favor dos créditos militares pedidos pelos respectivos governos. Os militantes fiéis ao internacionalismo e ao pacifismo denunciaram  o que consideraram uma traição por parte da maioria e militaram contra a guerra, o que provocou a sua exclusão da Segunda Internacional. Esse foi o caso, por exemplo,de de Rosa Luxemburg e Karl Liebknecht, na  Alemanha. Alguns desses militantes hostis à guerra seriam mais tarde chamados "comunistas", por oposição a seus ex-companheiros socialistas. Outros oponentes da guerra formariam a ala esquerda dos partidos socialistas (socialistas revolucionários).
Durante o conflito, duas conferências — a de Zimmerwald, em 1915, e sobretudo a de Kiental, em 1916, ambas na Suíça — reuniram os militantes da esquerda da Internacional que às vezes eram excluídos, para se opor à guerra e aos dirigentes socialistas que a apoiaram. Na  Conferência  de Zimmerwald, os socialistas contrários à guerra tentaram manter a unidade internacional contra o social-patriotismo dos dirigentes social-democratas.
A Segunda Internacional foi afinal dissolvida em  1916, dado que os vários partidos nacionais  que a compunham não se mantiveram como uma frente unida contra a guerra, em geral apoiando as posições dos governos dos respectivos países.
A partir de então, a Internacional se manteve apenas formalmente na Suíça (neutra durante a guerra), como a Internacional de Berna.
Em 1920, a  Segunda Internacional foi refundada. No entanto, alguns partidos socialistas europeus se recusaram a aderir a essa Internacional ressuscitada e fortemente influenciados pelo austromarxismo. Decidiram, então,  formar a União de Partidos Socialistas para a Ação Internacional (UPSAI), que ficou conhecida como "Segunda Internacional e meia", "Internacional dois e meio" ou, ainda, "União de Viena". Em 1923, a UPSAI e a Segunda Internacional se fundiram para formar a  Internacional Operária e Socialista, de corte social-democrata, que existiu até 1940. Após a Segunda Guerra Mundial, foi constituída uma nova Internacional Socialista, que manteve a linha política da Internacional Operária e Socialista  e  existe até hoje.

## A exclusão dos anarquistas
Os anarquistas tenderam a ser excluídos da Segunda Internacional. Entretanto, "o anarquismo, de fato, dominou de fato o  Congresso de Londres  da Segunda Internacional". Tal exclusão recebeu críticas socialistas não autoritários presentes às reuniões.
Foi dito que, em algum momento, a Segunda Internacional se tornara  "um campo de batalha sobre a questão do socialismo libertário versus socialismo autoritário." Os socialistas libertários "não só se apresentaram efetivamente como defensores dos direitos das minorias mas também provocaram os marxistas alemães, fazendo-os mostrar sua intolerância ditatorial, o que contribuiu para evitar que o movimento trabalhista britânico seguisse a orientação marxista, indicada por líderes como Henry Hyndman".

## Congressos da Segunda Internacional
1. 1889: Congresso Internacional dos Trabalhadores de Paris, 1889
2. 1891: Congresso Internacional Socialista-Trabalhista de Bruxelas, 1891
3. 1893: Congresso Socialista e Trabalhista de Zurique, 1893
4. 1896: Internacional Socialista dos Trabalhadores e Congresso dos Sindicatos, em Londres, 1896
5. 1900: Congresso da Internacional Socialista, em Paris, 1900
6. 1904: Congresso da Internacional Socialista, Amsterdam, 1904
7. 1907: Congresso da Internacional Socialista, Stuttgart, 1907
8. 1910: Copenhagen
9. 1912: Basel(Congresso Extraordinário)

## América Latina
Na América Latina, a Internacional teve duas seções: o Partido Socialista da Argentina e o Partido Socialista do Uruguai.